# Adrian Zieliński (zawodnik MMA)
Adrian Zieliński (ur. 5 grudnia 1986 w Olsztynie) – polski zawodnik MMA i muay thai oraz kick-bokser. W latach 2013–2015 mistrz organizacji PLMMA w wadze lekkiej oraz mistrz organizacji FEN w wadze piórkowej z 2019 roku. Aktualnie związany z KSW.

## Kariera sportowa
Przygodę ze sportami walki rozpoczął w 2002 roku od muay thai oraz kick-boxingu. W przeciągu siedmiu lat startował na ringach europejskich, zdobywając między innymi Puchar Europy ISKA (zasady K-1) oraz II miejsce na Mistrzostwach Świata ISKA Kickboxing (zasady low kick). 
Od 2009 roku startuje wyłącznie w formule MMA, gdzie stoczył już ponad 30 pojedynków zawodowych i zdobył pasy mistrzowskie organizacji PLMMA i FEN. W latach 2019–2023 walczył regularnie dla federacji Fight Exclusive Night. 

### KSW
W 2024 roku podpisał kontrakt z Konfrontacją Sztuk Walki. Podczas gali XTB KSW 92, która odbyła się 16 marca w Gorzowie Wielkopolskim, zmierzył się z niepokonanym Wiktorem Zalewskim. Przegrał już po 32 sekundach rundy pierwszej, kiedy to nadział się na kolano wyprowadzone przez rywala. 
Drugą walkę dla najlepszej polskiej organizacji stoczył niespełna trzy miesiące później na gali KSW 95, która rozegrała się 7 czerwca w Olsztynie. Jego rywalem został Oskar Szczepaniak. Ponownie uległ przeciwnikowi, jednak tym razem po 15-minutowej walce werdyktem jednogłośnym. Pierwotnie jego rywalem miał być Marcin Krakowiak, jednak ten w wyniku kontuzji musiał się wycofać z rywalizacji z Zielińskim. 
Po ponad rocznej przerwie zawalczył 19 lipca 2025 na gali XTB KSW 108, ponownie w rodzinnym Olsztynie. Jego rywalem był Adam Niedźwiedź, z którym początkowo zwyciężył przez techniczny nokaut po ciosach łokciami w parterze. Kontrowersyjny sposób zakończenia walki przez Zielińskiego był komentowany przez wielu zawodników MMA i dziennikarzy. Kilka dni później, po złożeniu oficjalnego protestu przez sztab Niedźwiedzia werdykt zmieniono na no contest. 

## Osiągnięcia

### Mieszane sztuki walki[19]
Amatorskie
- Mistrzostwa Polski Amatorskiego MMA - 1. miejsce
- Mistrzostwa Polski Południowej Amatorów - 3. miejsce

Zawodowe
- Celtic Gladiator
  - 2012: Finalista turnieju Celtic Gladiator w wadze lekkiej
- Profesjonalna Liga MMA
  - 2013-2015: mistrz PLMMA w wadze lekkiej
- Fight Exclusive Night
  - 2019: mistrz FEN w wadze piórkowej
  - Bonus za nokaut wieczoru (jeden raz) vs. Kamil Łebkowski (2019)[20]
  - Bonus za walkę wieczoru (dwa razy) vs.  Maksym Grabowicz (2023)[21], Kamil Kraska (2023)[22]

### Boks tajski
- 2006: Puchar Polski w Muay Thai IFMA - 2. miejsce (Kalisz)
- 2007: Zdobywca Pucharu Polski w Muay Thai IFMA (Kraków)

### Kick-boxing
- 2008: Mistrzostwa Świata ISKA w kickboxingu - 2. miejsce w formule low kick (Ołomuniec)
- 2008: Zdobywca Pucharu Europy ISKA w formule K-1 (Kalisz)

## Lista zawodowych walk MMA
| Wynik     | Bilans    | Przeciwnik (bilans przed walką) | Rozstrzygnięcie                           | Runda | Czas | Rozgrywki                              | Data       | Miejsce             | Uwagi |
| --------- | --------- | ------------------------------- | ----------------------------------------- | ----- | ---- | -------------------------------------- | ---------- | ------------------- | --- |
| Nieodbyta | 24-14 (1) | Adam Niedźwiedź (10-4-1)        | No contest (nielegalne łokcie w parterze) | 1     | 2:30 | XTB KSW 108: Soldaev vs. Brichta       | 19.07.2025 | Olsztyn             | Początkowo zwycięstwo Zielińskiego przez TKO, jednak po złożeniu protestu przez sztab Niedźwiedzia werdykt zmieniono na No Contest. |
| Przegrana | 24-14     | Oskar Szczepaniak (6-1)         | Decyzja (jednogłośna)                     | 3     | 5:00 | KSW 95: Wikłacz vs. Przybysz 5         | 07.06.2024 | Olsztyn             | |
| Przegrana | 24-13     | Wiktor Zalewski (6-0)           | KO (kolano na głowę)                      | 1     | 0:32 | XTB KSW 92: Wikłacz vs. Jojua          | 16.03.2024 | Gorzów Wielkopolski | Debiut w KSW. |
| Wygrana   | 24-12     | Kamil Kraska (9-2)              | TKO (ciosy pięściami)                     | 1     | 3:09 | FEN 49: Fight Night Mrągowo            | 25.08.2023 | Mrągowo             | Bonus za walkę wieczoru. Main Event                                                                                                 |
| Wygrana   | 23-12     | Maksym Grabowicz (11-6)         | Decyzja (jednogłośna)                     | 3     | 5:00 | FEN 47: Orlen Paliwa Fight Night       | 17.06.2023 | Ostróda             | Bonus za walkę wieczoru. |
| Przegrana | 22-12     | Cezary Oleksiejczuk (9-2)       | TKO (kopnięcie na korpus)                 | 1     | 3:25 | FEN 42: Tauron Fight Night Wrocław     | 15.10.2022 | Wrocław             | Walka o pas mistrzowski FEN w wadze półśredniej. Main Event                                                                         |
| Wygrana   | 22-11     | Jacek Jędraszczyk (8-3)         | Decyzja (jednogłośna)                     | 3     | 5:00 | FEN 40: Energa Fight Night Ostróda     | 18.06.2022 | Ostróda             | |
| Wygrana   | 21-11     | Szymon Dusza (10-6)             | Decyzja (jednogłośna)                     | 3     | 5:00 | FEN 37: Energa Fight Night Wrocław     | 27.11.2021 | Wrocław             | Debiut w wadze półśredniej. |
| Przegrana | 20-11     | Aleksandr Gorszecznik (15-5)    | Decyzja (jednogłośna)                     | 3     | 5:00 | FEN 35: Lotos Fight Night Ostróda      | 26.06.2021 | Ostróda             | Powrót do kategorii lekkiej. Main Event                                                                                             |
| Przegrana | 20-10     | Daniel Rutkowski (11-2)         | Decyzja (jednogłośna)                     | 5     | 5:00 | FEN 31: Lotos Fight Night Łódź         | 28.11.2020 | Łódź                | Main Event |
| Wygrana   | 20-9      | Danilo Belluardo (12-5)         | TKO (ciosy pięściami w parterze)          | 1     | 2:17 | FEN 29: Lotos Fight Night Ostróda      | 22.08.2020 | Ostróda             | |
| Przegrana | 19-9      | Daniel Rutkowski (8-2)          | Decyzja (jednogłośna)                     | 5     | 5:00 | Babilon MMA 10: Podziemny Krąg         | 26.10.2019 | Wieliczka           | Stracił pas mistrzowski FEN w wadze piórkowej. Pojedynek o pas mistrzowski Babilon MMA w wadze piórkowej. Main Event                |
| Wygrana   | 19-8      | Fabiano Silva (30-11-1)         | TKO (przerwanie walki przez lekarza)      | 2     | 5:00 | FEN 25: Ostróda Fight Night            | 15.06.2019 | Ostróda             | Zdobył pas mistrza FEN w wadze piórkowej. Co-Main Event                                                                             |
| Wygrana   | 18-8      | Kamil Łebkowski (18-8)          | TKO (ciosy pięściami)                     | 1     | 3:12 | FEN 24: All or Nothing                 | 16.03.2019 | Warszawa            | Debiut w FEN. Przejście do wagi piórkowej. Eliminator do walki o pas FEN w wadze piórkowej. Bonus za nokaut wieczoru.               |
| Przegrana | 17-8      | Joshua Aveles (26-11-2)         | Decyzja (jednogłośna)                     | 3     | 5:00 | ACB 84                                 | 07.04.2018 | Bratysława          | |
| Przegrana | 17-7      | Ustarmagomied Gadżydaudow (9-3) | KO (kolano)                               | 1     | 1:17 | ACB 75: Gadżydaudow vs. Zielinski 2    | 25.11.2017 | Stuttgart           | Main Event |
| Przegrana | 17-6      | Piotr Hallmann (17-6)           | Decyzja (niejednogłośna)                  | 3     | 5:00 | ACB 63                                 | 01.07.2017 | Gdańsk/Sopot        | |
| Wygrana   | 17-5      | Rasul Jachajew (10-3)           | Decyzja (jednogłośna)                     | 3     | 5:00 | ACB 53: Young Eagles 15                | 18.02.2017 | Olsztyn             | |
| Przegrana | 16-5      | Islam Makojew (8-1-1)           | Poddanie (duszenie gilotynowe)            | 2     | 2:40 | ACB 46: Young Eagles                   | 24.09.2016 | Olsztyn             | Main Event |
| Wygrana   | 16-4      | Rasuł Ediew (7-2)               | Poddanie (duszenie za pleców)             | 2     | 2:46 | ACB 35                                 | 06.05.2016 | Tbilisi             | |
| Wygrana   | 15-4      | Ustarmagomied Gadżydaudow (7-2) | Decyzja (jednogłośna)                     | 3     | 5:00 | ACB 29                                 | 06.02.2016 | Warszawa            | |
| Przegrana | 14-4      | Andriej Koszkin (13-5)          | Decyzja (jednogłośna)                     | 3     | 5:00 | ACB 24: Grand Prix Berkut 2015 Final   | 24.10.2015 | Moskwa              | Debiut w ACB. |
| Wygrana   | 14-3      | Viktor Tomasević (9-11-1)       | Poddanie (ciosy łokciami)                 | 1     | 4:33 | XCage 7 / PLMMA 50                     | 13.03.2015 | Toruń               | |
| Wygrana   | 13-3      | Marian Ziółkowski (9-2-1)       | TKO (kontuzja ręki)                       | 1     | 5:00 | PLMMA 41: Extra                        | 24.10.2014 | Legionowo           | Obronił pas mistrza PLMMA w wadze lekkiej.                                                                                          |
| Wygrana   | 12-3      | Miroslav Štrbák (9-3-1)         | KO (ciosy pięściami)                      | 1     | 2:59 | XCage 6 / PLMMA 38                     | 05.09.2014 | Toruń               | |
| Wygrana   | 11-3      | Niko Puhakka (28-15)            | Decyzja (jednogłośna)                     | 3     | 5:00 | PLMMA 32: Warmia Heroes 2              | 10.05.2014 | Olsztyn             | Obronił pas mistrza PLMMA w wadze lekkiej.                                                                                          |
| Wygrana   | 10-3      | Adam Golonkiewicz (8-6)         | Decyzja (jednogłośna)                     | 3     | 5:00 | PLMMA 24: Extra                        | 15.11.2013 | Legionowo           | Zdobył pas mistrza PLMMA w wadze lekkiej.                                                                                           |
| Wygrana   | 9-3       | Romanas Siaudinis (2-5)         | Poddanie (kimura)                         | 1     | 3:08 | PLMMA 23                               | 19.10.2013 | Białystok           | Debiut w PLMMA. |
| Wygrana   | 8-3       | Maciej Linke (7-2-1)            | KO (ciosy pięściami)                      | 1     | 4:10 | Warmia Heroes – 17 Extra               | 18.05.2013 | Olsztyn             | |
| Przegrana | 7-3       | Mateusz Teodorczuk (8-2)        | Decyzja (jednogłośna)                     | 3     | 5:00 | KWFN – Kazimierza Wielka Fight Night 2 | 16.11.2012 | Kazimierza Wielka   | |
| Wygrana   | 7-2       | Paweł Głębocki (2-3)            | Decyzja (jednogłośna)                     | 3     | 5:00 | Grajewski Fight Night                  | 06.10.2012 | Grajewo             | |
| Wygrana   | 6-2       | Ireneusz Mila (6-8)             | Decyzja (niejednogłośna)                  | 2     | 5:00 | SFT – MMA Fight Night Diva SPA         | 19.05.2012 | Kołobrzeg           | |
| Przegrana | 5-2       | Viktor Tomasević (5-3-1)        | Poddanie (dźwignia na staw łokciowy)      | 1     | 3:52 | Celtic Gladiator 4- Judgement Day      | 14.04.2012 | Dublin              | Finał turnieju Celtic Gladiator w wadze lekkiej.                                                                                    |
| Wygrana   | 5-1       | Tomas Jenicek (2-5)             | TKO (ciosy pięściami)                     | 2     | ?    | Extreme Fighting Sports 1              | 11.02.2012 | Kołobrzeg           | |
| Wygrana   | 4-1       | Rafał Nowasielski (3-3)         | Decyzja (większościowa)                   | 2     | 5:00 | XCage – Extreme Cage 3                 | 03.12.2011 | Toruń               | |
| Przegrana | 3-1       | Brian Moore (2-0)               | Poddanie (dźwignia na staw łokciowy)      | 1     | 3:52 | Celtic Gladiator 3 – Battle for Europe | 15.10.2011 | Dublin              | |
| Wygrana   | 3-0       | Artur Smigasiewicz (1-1)        | Poddanie (dźwignia na staw łokciowy)      | 1     | 3:52 | GP – Olsztyn Boxing Night              | 11.03.2011 | Olsztyn             | |
| Wygrana   | 2-0       | Jakub Szymański (0-2)           | Poddanie (duszenie anaconda)              | 2     | 4:40 | MMA Fighting 1                         | 22.01.2011 | Słupsk              | |
| Wygrana   | 1-0       | Rafał Rynkowski (0-0)           | Poddanie (duszenie zza pleców)            | 1     | 4:51 | Mistrzostwa Polski Północnej           | 04.12.2010 | Olsztyn             | |